# Passiflora oblongata
Passiflora oblongata là một loài thực vật có hoa trong họ Lạc tiên. Loài này được Sw. mô tả khoa học đầu tiên năm 1788.